# أحمد الميسري
أحمد بن أحمد الميسري هو سياسي يمني، شَغَل منصب وزير الداخلية في حكومة بن دغر منذ 25 ديسمبر 2017 حتى 18 ديسمبر 2020، وكان قبلها وزيراً للزراعة والري خلال الفترة (1 أكتوبر 2015 حتى 25 ديسمبر 2017).
| المناصب السياسية    | المناصب السياسية                                     | المناصب السياسية   |
| ------------------- | ---------------------------------------------------- | ------------------ |
| سبقه حسين محمد عرب  | وزير الداخلية اليمني 25 ديسمبر 2017 - 18 ديسمبر 2020 | تبعه ابراهيم حيدان |
| سبقه فريد أحمد مجور | وزير الزراعة والري 1 أكتوبر 2015 - 25 ديسمبر 2017    | تبعه عثمان مجلي    |